# Roberto Risso
Roberto Risso (eigentlich Pietro Roberto Strub; * 22. November 1925 in Genf; † 16. November 2010 in Mailand) war ein italienischer Schauspieler.

## Leben
Der aus der Schweiz stammende Pietro Roberto Strub zog bereits früh nach Rom. Vor seinem schauspielerischen Engagement studierte Risso Architektur; 1950 debütierte er in Il leone di Amalfi und wurde dann als jugendlicher Liebhaber in etlichen Filmen eingesetzt. Einige Bekanntheit erzielte er durch Komödien von Luigi Comencini, doch bereits 1963 war er von der Ähnlichkeit seiner Rollenangebote enttäuscht und wandte sich dem Fernsehen zu, insbesondere der Sendung Quelli della Domenica mit Paolo Villaggio. Daneben machte er sich einen Namen als Modeschöpfer und trat in Fotoromanzi auf. Seine letzte Filmrolle spielte er 1968 im Italowestern Hasse deinen Nächsten.

## Filmografie (Auswahl)
- 1950: Il leone di Amalfi
- 1953: Brot, Liebe und Fantasie (Pane, amore e fantasia)
- 1954: Liebe, Brot und Eifersucht (Pane, amore e gelosia)
- 1960: Prinzessin Olympia (Olimpia)
- 1962: Alarm auf der Valiant (The Valiant)
- 1962: Achilles (L'ira di Achille)
- 1968: Hasse deinen Nächsten (Odia il prossimo tuo)